# Agostinho Soares
Agostinho Soares Nconco (ur. 27 stycznia 1990 w Bissau) – piłkarz z Gwinei Bissau grający na pozycji obrońcy w portugalskim klubie Sporting Covilhã.
Soares karierę rozpoczynał w malijskim AS Bamako. Po kilku latach gry w tym klubie, przeniósł się do swojej ojczyzny, by grać w Benfice Bissau. Grał tam przez sezon, po czym wyemigrował do Brazylii. Tam przez dwa lata grał na piątym poziomie rozgrywkowym - najpierw w 2012 roku był zawodnikiem EC Pelotas, a rok później występował dla klubu Pesqueira FC. Latem 2013 roku został zawodnikiem portugalskiego Sportingu Covilhã, występującego wówczas na drugim poziomie rozgrywkowym w Portugalii. Przez cztery sezony gry w tym klubie uzbierał 106 występów, w których strzelił 4 bramki. Na sezon 2017/2018 przeniósł się do CD Cinfães, występującego na trzecim poziomie rozgrywkowym. Po tym sezonie powrócił do Sportingu Covilhã.
W reprezentacji Gwinei Bissau zadebiutował 17 października 2010 roku w przegranym 1:0 meczu z reprezentacją Sierra Leone. Wszedł wtedy z ławki w 72. minucie spotkania. Znalazł się w kadrze Gwinei Bissau na Puchar Narodów Afryki 2017. Zagrał na tym turnieju w jednym spotkaniu - przeciwko reprezentacji Gabonu.